# Huallaga
Huallaga (španělsky Río Huallaga) je řeka v Peru, v Jižní Americe. Je pravým přítokem Marañónu (povodí Amazonky). Je 1200 km dlouhá. Povodí má rozlohu přibližně 95 000 km².

## Průběh toku
Pramení na svazích Západní Kordillery. Převážnou část toku teče dnem široké doliny mezi Centrální Kordillerou a Východní Kordillerou. Poté protíná Východní Kordilleru a vtéká do Amazonské nížiny.

## Vodní režim
Nejvyšší vodnosti dosahuje od září do března. Průměrný roční průtok vody činí přibližně 3500 m³/s.

## Využití
Vodní doprava je možná do vzdálenosti 250 km od ústí k Yurimaguas. Na horním toku leží město Huánuco.